# Notograptus livingstonei
Notograptus livingstonei és una espècie de peix de la família Plesiopidae i de l'ordre dels cipriniformes que es troba a l'Índic i al Pacífic occidental.